# Zsófia Torma
Zsófia Torma (26 de septiembre de 1832–14 de noviembre de 1899) fue una arqueóloga, antropóloga y paleontóloga húngara.
Torma nació en Csicsókeresztúr (Beszterce-Naszód, Austria-Hungría) Su educación fue en gran parte autodidacta. Los símbolos y escrituras que encontró en una excavación en Hunyad fueron una sensación arqueológica. También encontró artefactos de la cultura Tordos, de 6000-7000 años de antigüedad, algunos de los cuales contenían símbolos Vinča.
Su obra más conocida, Ethnographische Analogien, fue publicada en Jena en 1894.
Torma tuvo un papel relevante en la fundación del Museo Nacional de Historia Transilvana de Kolozsvár (actual Cluj-Napoca), al cual legó su colección arqueológica en su testamento. El 24 de mayo de 1899, fue la primera mujer nombrada doctora honoraria de Kolozsvári m. kir. Ferencz József Tudomány Egyetem Bölcsészeti kara, actual Universidad Babeș-Bolyai. Falleció en Szászváros (actual Orăştie) en 1899.